# 兀鲁赤
兀鲁赤（?—?），成吉思汗元太祖铁木真第五子，母亲不详。 
兀鲁赤早夭折，没有像阔列坚乃至金帐汗国的始祖术赤、察合台汗国的创始人察合台、元太宗窝阔台、元睿宗拖雷，成为一方霸主。

## 资料来源
- 《元史·宗室世系表》
- 《新元史》